# هرفوي هورفات
هرفوي هورفات (بالكرواتية: Hrvoje Horvat)‏ مواليد 22 مايو 1946 في بيلوفار، جمهورية يوغوسلافيا الاشتراكية الاتحادية، هو لاعب كرة يد كرواتي معتزل أصبح مدرباً كان يلعب كوسط مدافع. شارك في دورة الألعاب الأولمبية الصيفية سنة 1972.

## الإنجازات
كلاعب
- بطولة يوغوسلافيا لكرة اليد (7): 1966-67، 1967-68، 1969-70، 1970-71، 1971-72، 1976-77، 1978-79
- دوري أبطال أوروبا لكرة اليد
  - الفوز(1): 1971–72
  - النهائي(1): 1972–73

## روابط خارجية
- هرفوي هورفات على موقع أوليمبيديا (الإنجليزية)